# 依藤宗子
依藤 宗子（よりふじ むねこ）は、日本のファッションモデル、女優である。1957年（昭和32年）のミス・ワールド・ジャパン（ミス・ワールド日本代表）に選ばれ、世界大会で第5位に入賞した。前年に日本から初出場して第4位となった戸倉緑子に続き、日本は2年連続の入賞となった。

## 来歴・人物
1936年頃、兵庫県西宮市に生まれる。
武庫川学院女子短期大学を卒業し、ファッションモデルとして活動した。
1957年6月、21歳のとき、“ミスコンの日本代表を選ぶ大会”に大阪府代表として出場。産経新聞関係者から勧められて応募したもので、応募の事実は最初のうちは周囲に隠していたが、ミス大阪候補になって写真が報道されて発覚。
第2代のミス・ワールド日本代表に選ばれ、同年10月にイギリスのロンドンで行われた第7回世界大会に出場。優勝したミス・フィンランドのマリタ・リンダールらに次いで第5位に入賞した。
この年の大会には23か国が参加した。前年と同様、日本は中東を除くアジアで唯一の参加国であり、依藤も着物姿に加えて、水着審査では身長165センチメートル（cm）、体重53キログラム（kg）、スリーサイズ89-55-92 cmと前年の戸倉に劣らないスタイルを披露した。
その後はファッションモデルから大映の女優に転じ、『花の大障碍』などに出演した。

### フィルモグラフィ
- 1959年
  - 旅情 - 空港のホステス 役[8]
  - 花の大障碍 - たか 役[9]
  - 氾濫 - たか子の同級生Ｂ 役[10]